# Trioceros schubotzi
Trioceros schubotzi là một loài thằn lằn trong họ Chamaeleonidae. Loài này được Sternfeld mô tả khoa học đầu tiên năm 1912.